# Moderna (firma)
Moderna, Inc. je americká biotechnologická společnost se sídlem v Cambridge (Massachusetts), která se zabývá výzkumem a vývojem nových léčiv a vakcín, založených výhradně na mRNA. Tato technologická platforma vnáší syntetickou mRNA do živých buněk a tím reprogramuje buňky k vývinu vlastní imunitní reakce, místo aby imunitní reakce byla vytvořena externě a injektována, jako je tomu u konvenčních léků.
V roce 2020 vyvinula vakcínu proti covidu-19, zvanou mRNA-1273. V prosinci 2020 a lednu 2021 byla tato vakcína schválena pro nouzové použití mj. ve Spojených státech amerických, Kanadě a Evropské unii.

## Historie
Roku 2013 uzavřela na 5 let firma spolupráci s firmou AstraZeneca. Roku 2016 došlo k reorganizaci a změně názvu z Moderna Therapeutics, Inc.
V minulosti byla společnost kritizována, že nezveřejňovala žádné recenzované články o své technologii. I tak se stala v prosinci 2018 největší biotechnologickou společností.
V prosinci 2018 Moderna uskutečnila IPO (nabídku svých akcií na akciovém trhu), které se stalo největším IPO biotechnologické firmy v dosavadních dějinách trhů. Získala přitom 600 milionů dolarů za 8 % svých akcií, čímž de facto stanovila svou hodnotu na 7,5 miliardy dolarů, přestože od svého založení již naakumulovala ztrátu více než 1,5 miliardy dolarů a získala vlastní jmění 3,2 miliardy dolarů. K listopadu 2020 byla Moderna trhem oceněna na 35 miliard dolarů, ačkoli žádné z jejích léčiv do té doby nebylo schváleno, ale její vyvíjená vakcína na covid-19 byla blízko získání krizového schválení.
V červnu 2021 reagovaly akcie společnosti rychlým růstem na oznámení o účinnosti vakcíny Spikevax proti mutacím.

## Vakcína proti covidu-19
Dne 16. listopadu 2020 společnost oznámila výsledky 3. fáze klinických zkoušek jejich vyvíjené vakcíny proti covidu-19, zvané mRNA-1273, s tím, že účinnost dosáhla 94,5 %. Jde o RNA vakcínu. Společnost oznámila, že její vakcína nepotřebuje skladování za velmi nízkých teplot. Bylo uvedeno, že pro dopravu a skladování (až po dobu 6 měsíců) postačí standardní mrazničky při teplotě −20 °C. Povolení k nouzovému použití této vakcíny ve Spojených státech amerických, jako v první zemi na světě, proběhlo v prosinci 2020. Dále byla pro nouzové použití schválena v Kanadě a Izraeli. Podmínečnou registraci této vakcíny u osob starších 18 let pro Evropskou unii získala 6. ledna 2021.
Firma Moderna oznámila 24. února 2021, že vyvinula variantní vakcínu (mRNA-1273.351) proti nebezpečnému kmenu SARS-CoV-2 známému jako jihoafrická mutace B.1.351. Kromě této nové vakcíny bude testovat i multivalentní vakcínu, obsahující mRNA původního kmenu viru (mRNA-1273) spolu s novou mRNA-1273.351.
V červnu 2021 společnost oznámila, že vakcína Spikevax je účinná i proti všem mutacím viru.